# 136P/Мюллера
Комета Мюллера 3 (136P/Mueller) — короткопериодическая комета из семейства Юпитера, которая была обнаружена 24 сентября 1990 года американским астрономом Джин Мюллер с помощью 1,22-метрового телескопа Шмидта Паломарской обсерватории. Она была описана как диффузный объект 18,5 m звёздной величины и небольшим хвостом, протянувшимся на запад. Комета обладает довольно коротким периодом обращения вокруг Солнца — чуть более 8,6 года.

Орбита кометы Мюллера 3 и её положение в Солнечной системе

Вскоре британский астроном Эдвард Боуэлл обнаружил комету и на более ранних снимках, от 17 и 19 сентября. К 28 сентября на основе этих снимков и данных последующих наблюдений им была рассчитана первая эллиптическая орбита кометы, согласно которой комета должна была пройти перигелий 1 августа 1990 года и иметь период обращения 8,65 года. Комета достигла максимальной магнитуды в 17,5 m и сохраняла её вплоть до середины октября, после чего начала постепенно угасать. Последний раз её наблюдали 15 декабря.
Первое восстановление кометы было выполнено 24 мая 1998 года американским астрономом Джеймсом Скотти с помощью 0,91-метровом телескопа обсерватории Китт-Пик в виде диффузного объекта с яркостью 20,6 m и комой 12 " угловых секунд в поперечнике. Текущие позиции кометы указывали, что прогноз требовал корректировки на -0,7 суток. Наблюдения за кометой продолжались вплоть до 26 декабря 1999 года.
Очередные снимки кометы были получены 21 июля 2007 года итальянскими астрономами L. Donato, E. Guido и G. Sostero. На этих снимках была видна кома около 20 " угловых секунд в поперечнике и широкий хвост, длиной почти 15 " угловых секунд, направленный к юго-западу, при этом общая магнитуда кометы составляла 18,3 m.

## Сближения с планетами
В течение XX и XXI веков комета лишь однажды подходила к Юпитеру на расстоянии менее 1 а. е.
- 0,94 а. е. от Юпитера 2 октября 1969 года.